# Жълта папаронка
Жълтата папаронка (Glaucium flavum), позната още като жълт мак и жълт рогатец, е растение от семейство Макови.
Обитава скалисти и пясъчни местности до 500 m надморска височина. Среща се в Европа, Северна Африка, Макаронезия и Западна Азия. В България се среща по Черноморското крайбрежие, Тунджанската хълмиста равнина, Дунавската равнина, Софийския район и Североизточна България.

## Описание
Растението достига височина 30 – 70 cm. Представлява многогодишно тревисто растение с бял млечен сок, който е отровен. Има един жълт цвят с четири венчелистчета и две чашелистчета, които окапват в процеса на развитие. Цветовете са едри, единични, с къси дръжки, разположени в пазвите на стебловите листа. Стеблото е голо, с перести листа. На него е разположен плод с власинки, който е дъговидно извита, жълтеникава, гола кутийка, разпукваща се откъм върха. Цъфти от май до октомври.
Растението има декоративни и лечебни качества. Надземната му част се събира по време на цъфтеж и началото на плодообразуването. Билката се използва като суровина за производство на алкалоида глауцин, който има противокашличен ефект. Глауцинът може да има странични ефекти, включващи седация, умора и халюцинации.